# Sebüktegin
Abu Mansur Sebüktegin, även Sebaktigin, urdu بو منصور سبکتگین, född cirka 947 och död i augusti 997. Han var en turkisk krigsherre som efter en allians med den persiska samaniddynastin byggde sig en maktbas i östra delen av nuvarande Iran och sedan etablerade den nya ghaznaviddynasti i nuvarande Afghanistan, med centrum i staden Ghazni. Han efterträddes av Mahmud av Ghazni.
När Sebüktigin var i 12-årsåldern tillfångatogs han i Turkiet av rivaliserande stammar och såldes till en handelsman vid namn Nasr the Haji. Han såldes vidare till Alp Tigin, den samanidiske härskaren av provinsen Khorasan i nordöstra Persien. Sebüktigin växte upp i hovet runt Alp Tigin och fick bland annat militär utbildning. När Alp Tigin bröt sig ur samnidernas rike och erövrade Zabulistan och Ghazni steg Sebüktegin i graderna och blev general och han gifte sig med en av Alp Tigin döttrar. Han deltog framgångsrikt i försvaret av Khorasans självstyre under Alp Tigin och dennes två efterföljare och kunde 977 bli ledare för Ghazni. Sebüktigin utvidgade sitt rike norrut till Balkh, västerut mot Kandahar, inklusive större delen av Khorasan, och österut till floden Indus. Han godkändes av kalifen av Bagdad som ledare över de erövrade områdena.
När Sebüktigin dog 997 efterträddes han av sin yngre son, sultan Ismail av Ghazni. Ismails äldre bror Mahmud gjorde uppror och blev den slutlige efterträdaren som sultan Mahmud av Ghazni.